# كايل ديفيس (ممثل)
كايل ديفيس (بالإنجليزية: Kyle Davis) مواليد 9 يوليو 1978 في أفايلد، الولايات المتحدة، هو ممثل أمريكي بدأ مسيرته الفنية سنة 2001.

## الأعمال

### أفلام
- يوم الجمعة الثالث عشر (2009) (بدور: دوني)

### مسلسلات
- فيلادلفيا دائما مشمسة (2007) (بدور: ليل كيفن)
- نمبرز (2008)
- ديكستر (2011) (بدور: ستيف دورسي)
- قصة رعب أمريكية (2011) (بدور: دالاس)

## روابط خارجية
- كايل ديفيس على موقع IMDb (الإنجليزية)
- كايل ديفيس على موقع قاعدة بيانات الفيلم (الإنجليزية)